# Orion (DC Comics)
Pour les articles homonymes, voir Orion.
Orion est un personnage de fiction, super-héros appartenant à l'univers de DC Comics. Ce personnage a été créé par Jack Kirby en 1971.

## Histoire
C'est le fils du super-vilain Darkseid, mais il se bat aux côtés des dieux de la Nouvelle-Genesis (en) contre les dieux d'Apokolips. 